# 投壺
投壺（とうこ）は、中国の宴会の余興用のゲームである。壺（通常は金属製）に向かって矢（実際には木の棒）を投げ入れるゲームで、原理的には輪投げやダーツに近い。
非常に古い伝統のあるゲームであり、本来は負けた側が罰杯を飲まなければならないものであった。

## 歴史

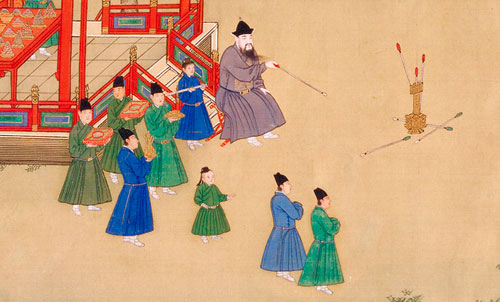
『明宣宗行楽図』より投壺の図

投壺は『春秋左氏伝』にも見える非常に古いゲームである。『礼記』および『大戴礼記』に投壺篇があり、投壺の儀礼、壺と矢の寸法、席から壺までの距離などを細かく規定している。
後世になると、『礼記』の記述とは異なる多くの特殊ルールがつけ加えられていった。たとえば『西京雑記』によると、壺に投げ入れた矢がはねかえるのを「驍」といって尊んだという。顔之推『顔氏家訓』の雑芸篇でも、驍が重視されたことが見える。また、壺の脇に「耳」と呼ばれる部分を設け、そこに矢が通るのを通常よりもよいとした。
北宋の司馬光は投壺が礼記から離れた特殊な技能を競う娯楽になっていることを批判して『投壺新格』を著し、新しいルールを定めた。ただし司馬光のルールは当時すでにあったルールを改訂したものであり、礼記のルールとは一致しない。

## ルール
『投壺新格』によると、投壺に使用する壺は高さ1尺、口の口径3寸で、その両側に2つの「耳」と呼ばれる口径1寸の穴がある。長さ2尺4寸の矢（箭）が12本あり、それを矢の長さの2.5倍（6尺）離れた所から投げる。12本全部が成功するとその場で勝ちになる。それ以外の場合は、矢のはいり方により得点があり、得点の合計が先に120点に達した側の勝ちとなる。点数には以下のものがある。
- 最初の1本が成功すると10点（耳にはいると20点）。2本め以降も連続して成功すると、ひとつ5点。
- 最後の1本が成功すると15点。
- 耳にはいると10点。
- 驍（矢がはねかえる）は10点。
- それ以外は成功すると1点。

司馬光以前には壺の上に矢が載ったときなどにボーナス点があったが、『投壺新格』ではこれを廃止している。

## 韓国の投壺

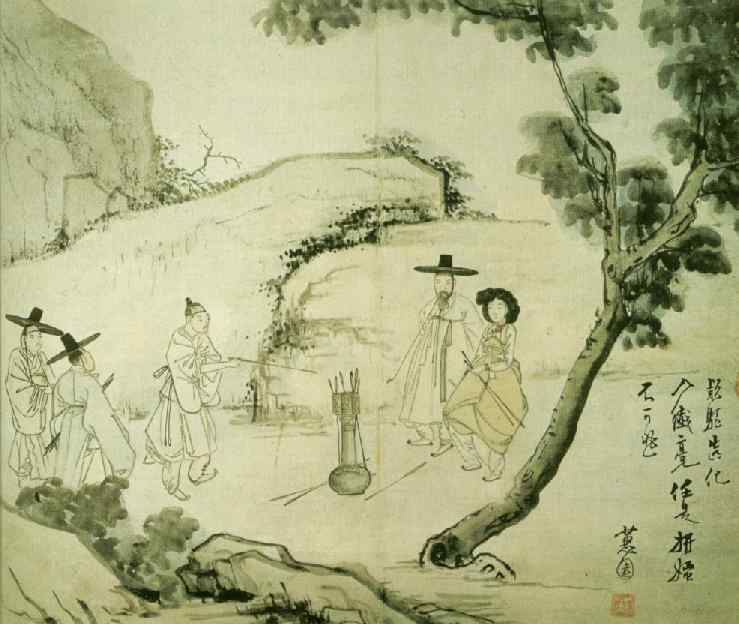
申潤福『蕙園伝神帖』より林下投壺

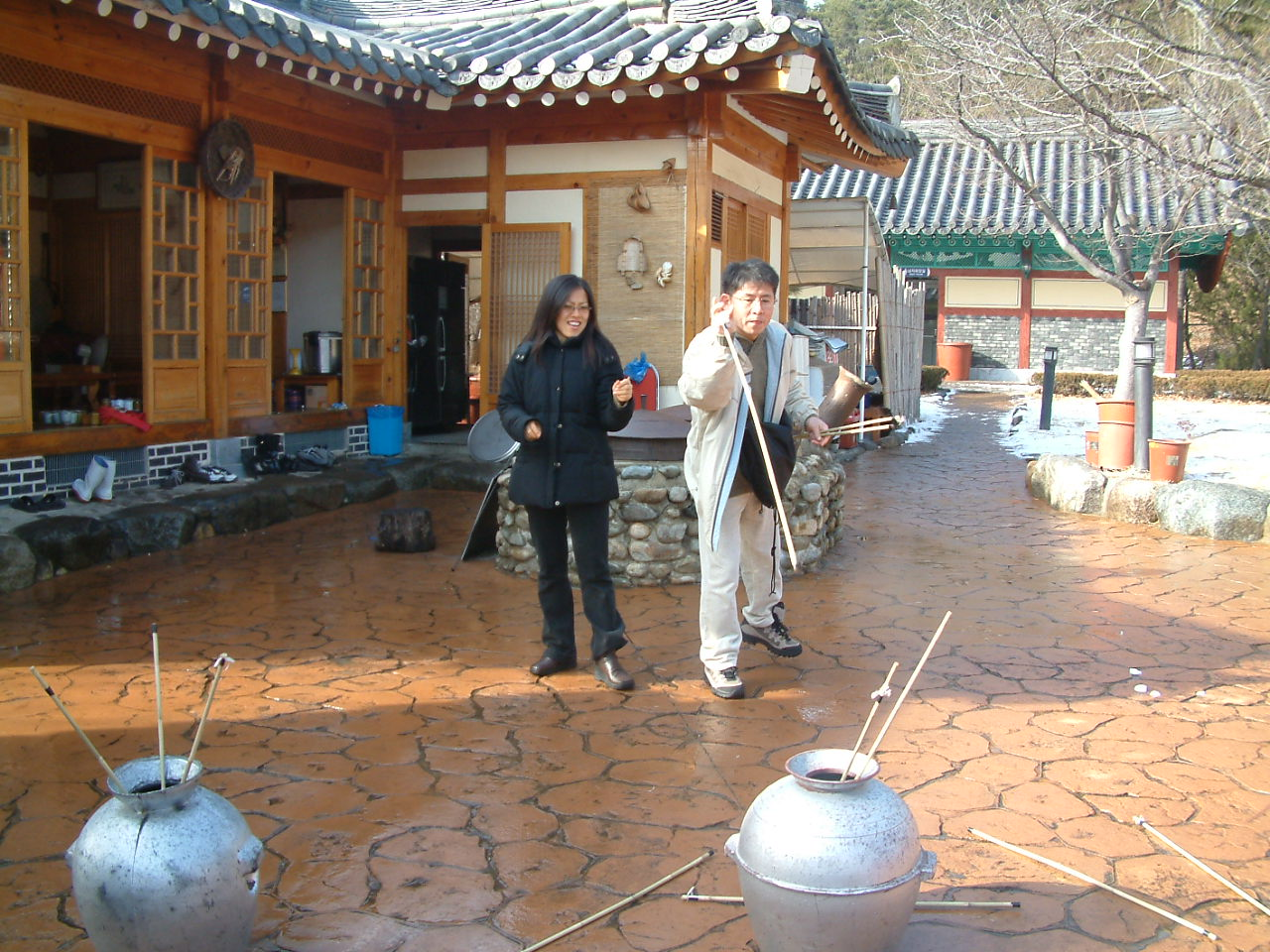
現在の韓国で行われている投壺。競技というより、祝祭などでの行事として現存している。

朝鮮半島でも伝統的に投壺（朝鮮語: 투호 トゥホ）が行われていた。古くは『隋書』東夷伝、百済に「有鼓角・箜篌・箏・竽・篪・笛之楽、投壺・囲棋・樗蒲・握槊・弄珠之戯」と見える。朝鮮時代には両班の宴会用の遊びであり、19世紀末のステュアート・キューリンによればこのゲームは「パントンイ」（방통이）と呼ばれ、キーセンの遊びであった。生きたゲームとして現在残っているものは、主に旧正月などの特別な節日に行われ、通常は複雑なルールは存在しない。

## 日本の投壺
『和名類聚抄』雑芸類では、「投壺」に「つぼうち・つぼなげ」という訓が与えられている。
正倉院に投壺用の銅製の壺と木製の矢が残っているが、日本ではあまり投壺は行われなかった。江戸時代に儒学が盛んになると、投壺に注意する者も現れた。18世紀後半に学者の田中江南によって日本風にアレンジされた投壺が行われたことがあるが、長続きはしなかった。ただし投扇興は投壺を元にして考案されたといわれる。

## 関連文献
- 高橋浩徳「中国・朝鮮・日本における投壺遊戯の盛衰」『大阪商業大学アミューズメント産業研究所紀要』第19号、2017年、45-104頁。